# Polyrhachis zopyra
Polyrhachis zopyra é uma espécie de formiga do gênero Polyrhachis, pertencente à subfamília Formicinae.